# Rugocaudia
Genre
Espèce
Rugocaudia est un genre douteux de titanosaure du Crétacé inférieur retrouvé au Montana (États-Unis). L'espèce-type, Rugocaudia cooneyi, a été décrite par  D. Cary Woodruff en 2012. Le nom générique est tiré du latin (la) (« plis », « ride ») et (la) (« queue »). Le nom spécifique a été donné en l'honneur de J. P. Cooney.
L'espèce-type est basée sur l'holotype MOR 334, constitué de 18 vertèbres caudales ainsi qu'une neural arch (en), d'une dent, d'un arc hémal ou chevron et d'une partie de métacarpe. Le tout a été trouvé dans la formation de Cloverly, dans des strates datées de l'Aptien ou de l'Albien.
Il est considéré comme nomen dubium par M. D. D'Emic (2012), et P. D. Mannion et al. (2013),.